# Le Lac (légende arthurienne)
Pour les articles homonymes, voir Le Lac.
Le Lac est, dans la légende arthurienne, le nom d'une seigneurie féerique.
Il donne son nom à la Dame du Lac (la fée Viviane) qui règne sur le château, caché sous un lac (qui n'est qu'un enchantement) et à Lancelot du Lac, qui y passe sa jeunesse élevé par la Dame du Lac.

## Sources anciennes
Sa localisation la plus ancienne se trouve dans le Lancelot en prose écrit vers 1230. Le manuscrit le place en effet au pays de Benoic, c'est-à-dire en Anjou oriental et plus exactement à Saint-Pierre-du-Lac, dépendant aujourd'hui de la commune de Beaufort-en-Vallée.